# 宮脇晴
宮脇 晴（みやわき はる、1902年（明治35年）2月23日 - 1985年（昭和60年）2月5日）は、油彩画家。愛知県名古屋市生まれ。

## 略歴
- 1917年 大沢鉦一郎と「愛美社」を結成。
- 1920年 名古屋市立工芸学校卒業[1]。
- 1928年 名古屋市立工芸学校教諭就任、帝展入選[2]。
- 1943年 新文展特選[2]。
- 1949年 中部春陽会を設立。後進の指導をする。
- 1960年 南山大学講師（ - 1973年）[2]

## 関連
- 宮脇綾子（1905年-1995年） - アップリケ作家、妻
- 宮脇檀（1936年-1998年） - 建築家、子
- 小堀四郎（1902年-1998年） - 画家